# 아이사키 에미루
아이사키 에미루(일본어: 愛崎 えみる)는《허긋토! 프리큐어》에 등장하는 가공의 인물이다. 애니메이션에서 목소리를 연기한 성우는 타무라 나오이다.

## 프로필
| 이름                 | 아이사키 에미루      |
| 성별                 | 여자                 |
| 생일                 | 7월 15일             |
| 별자리               | 게자리               |
| 나이                 | 11세 → 12세          |
| 포지션               | 주연, 조력자, 히로인 |
| 변신체               | 큐어 마셰리          |
| 상징색               | 빨간색               |
| 등장 프리큐어 시리즈 | 허긋토! 프리큐어     |

## 인물소개
허긋토! 프리큐어에 등장하는 소녀. 
아이사키 마사토의 여동생인 노노 코토리의 친구로 초등학교 6학년생이다. 히어로를 동경하고 있으며 주위를 생각하기도 하지만 걱정이 지나쳐서 부정적인 인식을 가진 경우가 많다. 
음악을 사랑하며 노래도 잘 부르는 편이지만 남들 앞에서 노래 부르는 것을 부끄러워 한다. 
음악가 집 안으로 손위로 오빠인 아이사키 마사토가 있다.

## 큐어 마셰리
아이사키 에미루가 프리큐어로 변신한 모습으로 상징색은 빨간색이다. 

### 전투기술
- 미라이 크리스탈 레드
- 미라이 크리스탈 루주